# سیارک ۱۱۹۲۱
سیارک ۱۱۹۲۱ (به انگلیسی: 11921 Mitamasahiro، نامگذاری:1992UN3) یازده هزار و نهصد و بیست و یکمین سیارک کشف شده‌است که در ۲۶ اکتبر ۱۹۹۲ کشف شد.
قدر مطلق سیارک برابر ۳۷.۱ است.